# Agyi képalkotó eljárások története
A képalkotás története az 1900-as évek elején egy ún. pneumo-enkefalográfiai technikával kezdődött. A folyamat során az agy környékéről levezették a vizet, majd levegővel helyettesítették, így annak relatív sűrűsége megváltozott, ezáltal jobban kirajzolódhatott a röntgenfelvételen. Ez az eljárás nagyon veszélyesnek bizonyult. A mágneses rezonanciás képalkotást (MRI) és a számítógépes tomográfot (CT) az 1970-es és az 1980-as években fejlesztették ki.
Az MRI és CT eljárásokat jóval kevésbé találták károsnak, az alábbiakban ezeket bővebben is elmagyarázzuk. Ezután jelentek meg a SPECT és a PET vizsgálatok, melyek a kutatók számára lehetővé tették az agy működésének feltérképezését, mivel az MRI-vel és a CT-vel ellentétben ezek a funkcionális vizsgálatok sokkal többet mutattak az agy szerkezetéről, mint a statikus felvételek. Az MRI-ből, a PET-ből és a SPECT-ből tanulva a kutatók ki tudták fejleszteni a funkcionális MRI-t (fMRI), méghozzá olyan képességekkel, amelyek szabad utat biztosítottak többek között például a kognitív tevékenységek megfigyelésére.

## Korai agyi képalkotó eljárások használata
A filozófusok, pszichológusok és biológusok régi vágya, hogy megértsék az emberi elmét. A gondolatokkal, vágyakkal kapcsolatos kérdések pszichológusokat, számítógépes szakembereket, filozófusokat, szociológusokat egyesítettek az új tudományág, a kognitív tudomány felfedezésében. Az emberi agy nem invazív (sebészei beavatkozás nélküli) vizsgálata képalkotással, felbecsülhetetlenül fontossá vált számukra. A strukturális képalkotás a korai radiológiai technikákkal kezdődött, melyek az emberi agyat térképezték fel. Sajnos mivel az agy szinte teljes egészében lágy szövetből áll, mely sugár hatására nem válik átláthatóvá, ezért lényegében egy közönséges röntgenfelvétel semmit sem tud kimutatni, ez igaz a legtöbb agyi rendellenességre, bár vannak kivételek, mint például az elmeszesedett tumor (pl. az agyhártyadaganat és az agydaganat bizonyos típusai). A meszesedés, az olyan normális struktúrákban mint a tobozmirigy test, az érhártya fonat vagy a nagy agyi artériák, közvetve fontos információkat adhatnak az agyban lévő strukturális betegség jelenlétére. 
Az amerikai idegsebész Walter Dandy 1918-ban mutatta be ventrikulográfia technikáját, mely során az agyban lévő kamra rendszer képeit gyűjtötték össze úgy, hogy szűrt levegőt fecskendeztek egyenesen az egyik vagy mindkét oldalsó agykamrába. Mindezt egy vagy több kicsi lyukon keresztül végezték, amelyeket lokális érzéstelenítés mellett a koponyába fúrtak. Bár ez rendszerint nem egy fájdalmas eljárás a ventrikulográfia a betegekre nézve jelentős kockázatokkal járt, úgy mint vérzés, fertőzés illetve a koponyaűri nyomás veszélyes változásai. Ennek ellenére ezen eljárás során szerzett sebészeti információ rendkívül pontos volt és nagy mértékben hozzájárult az idegsebészeti kezelés lehetőségeihez illetve tökéletesítéséhez.
Dandy megfigyelte azt is, hogy az a levegő is, melyet az ágyéki gerinc ponton keresztül juttatott be a pókhálóhártya alatti (subarachnoid) térbe, bekerülhet az agykamrákba, mely szintén képes megmutatni a agy-gerincvelő (cerebrospinális) folyadék tereket az agytörzs és annak felszíne körül. Ezt a technikát pneumo-enkefalográfiának nevezték el. Ez tovább szélesítette a koponyán belüli pontos diagnózis lehetőségeit.
A kockázat a beteg számára ennél az eljárásnál is hasonlóan nagy volt, arról nem is beszélve, hogy ez rendkívül kellemetlen és gyakran fájdalmas megpróbáltatással járt együtt.

## Modern technikák fejlődése
1927-ben, Lisszabonban, Egas Moniz, neurológus professzor, aki később 1949-ben orvostudományi Nobel-díjat is kapott, bevezette az agyi érfestéses (angiográfiai) eljárást, mely által nagy pontossággal láthatóvá váltak mind a normális, mind az abnormális véredények az agyban és környékén.
A technika alkalmazásának korai szakaszában ez azonnali, valamint hosszútávú kockázatokkal is együtt járt. A kockázatok közül sokat a keringésbe bejuttatott pozitív kontraszt anyag káros hatásainak tulajdonítottak. Ezen technikák az elmúlt pár évtized során egyre kifinomultabbá váltak. Az eljárásból következően kb. 200 betegből egynél lépett fel isémiás (elégtelen vérellátás) következmény. Ennek eredményeként az agyi érfestés továbbra is lényeges részét képezi az idegsebészeti diagnosztikai képalkotó kelléktárnak, sőt a terápiák során is kiemelkedő szerepet kap. Mint például a neurointervenciós kezelésben, az agyi aneurizmák (az agyi ér zsákszerű kiboltosulása) és más véredény elváltozásoknál, illetve az agydaganat bizonyos fajtáinál.

### A számítógépes tomográfia
A számítógépes axiális tomográfia (CAT vagy CT) bevezetésével egyre részletesebb anatómiai felvételeket készíthettek az agyról, melyeket diagnosztikai vagy kutatási célokra használtak.
Oldendorf (1961), Godfrey Newbold Hounsfield és Allan McLeod Cormack (1973), nevéhez fűződik ez a forradalmi újítás, mely sokkal könnyebb és biztonságosabb, nem-invazív, fájdalommentes és megismételhető neurológiai vizsgálatot tett lehetővé.
Ezen munkájukért Cormack és Hounsfield 1979-ben orvostudományi Nobel-díjat kaptak.

### Radioaktív képalkotó eljárás
Olyan korai technikák mint például a xenon belégzése, tették lehetővé az első véráramlási térképek létrehozását az agyban.
Az 1960-as évek elején a Niels A. Lassen , David H. Ingvar és Erik Skinhøj, Dél-Skandináviában fejlesztették ki és használták először a xenon-133 izotópot.
Ez tette lehetővé számukra, hogy olyan képeket alkossanak, amelyek visszatükrözik a hallás, a látás, a beszéd, az olvasás, valamint az önkéntes mozgások agyi aktivitását.
Nem sokkal később a CAT feltalálásával a radioligandok (radioaktív nyomjelzővel bíró antigén vagy antitest molekulák) fejlesztésével elkezdődött a funkcionális képalkotás forradalma. A radioligandok vagy a véráramban maradnak vagy belépnek az agyba és a receptorokhoz kötődnek. A radioligandok lehetnek foton avagy pozitron kibocsátók. Így kapta a nevét az egyetlen foton kibocsátó számítógépes tomográfia (SPECT), valamint a pozitron kibocsátó tomográfia (PET).
1973-ban Edward J. Hoffman és Michael Phelps fejlesztették ki az első emberi PET szkennert. A funkcionális képalkotás nagyot haladt előre, az oxigén -15 jelölt vizes (H 2 15 O, vagy H20 -15) képalkotó eljárás fejlesztésével. AH 20-15 pozitront bocsát ki és képeket alkot, melyek az agyban lévő helyi véráramlás alapján jönnek létre.
Később egy sokkal elterjedtebb funkcionális képalkotás alakult ki, mely FDG-t használó PET felvételeken alapult. Az FDG pozitron kibocsátó cukorszármazék, amely a helyi metabolikus tevékenységnek megfelelően szétterjed az agyban. Ellentétben az oxigén-15 rövid felezési idejével (2,25 perc), az FDG 110 perces felezési ideje, lehetővé tette a gépi PET felvételek készítését, melyek (a fluor-18 esetében) fizikailag távol vannak a ciklotront termelő izotóptól.

### Mágneses rezonancia
Majdnem egyidőben,- a rádióaktív képalkotó eljárással-, fejlesztették ki a mágneses rezonanciás képalkotást (MRI vagy MR szkennelést).
Az ionizáló vagy a röntgen alkalmazása helyett, az MRI a testben, a protonok által előállított jelek változatait használja, amikor az emberi fejet egy erős mágneses mezőbe helyezve vizsgálja. Ezt a technikát emberi szervezeten először Jackson (1968), Damadian (1972), valamint Abe és Paul Lauterbur (1973) alkalmazták.
Lauterbur és Sir Peter Mansfield 2003-ban, az MRI-vel kapcsolatos felfedezéseikért orvostudományi Nobel-díjat kaptak.
Az MRI bevezetésével eleinte a strukturális képalkotó eljárás,- előnyt élvezett-, a funkcionális képalkotó eljárással szemben.
Az 1980-as évek során valóságos robbanás történt az MR technikai finomításaiban, valamint diagnosztizáló alkalmazásaiban.
A tudósok hamarosan arra is rájöttek, hogy a H20-15 PET-tel mérhető nagy véráramlás változások szintén megjelennek az MRI-n. Megszületett a Funkcionális Mágneses Rezonancia Képalkotás (fMRI). Az 1990-es évek óta, az fMRI uralja az agyi képalkotást, ami annak köszönhető, hogy nincs szükség sebészeti beavatkozásra, sugárzásmentes és viszonylag széles körben hozzáférhető.
A fizikusok eközben más MRI alapú technikákat is kifejlesztettek, mint például a mágneses rezonancia spektroszkópia, mely az agyon belül bizonyos kulcsfontosságú metabolitokat, az N-acetilaspartate-t (NAA) és a laktózt méri.
Ide tartozik továbbá a diffúziós tenzor képalkotás, amely az agyon belül a fehérállomány területeit térképezi fel. Míg a strukturális MRI és CAT szkennelésnek komoly helye van az orvostudományban, az fMRI és a vele rokon technikák még mindig főként az idegtudomány kutatásához kapcsolódnak.
A neurológusok a közelmúltban azért kezdték el az fMRI-t használni, hogy olyan klinikai kérdésekre kapjanak választ, mint például mennyi idő elteltével biztonságos és hatékony egy trombózisos sztrók után, vérrögoldó gyógyszert, például szöveti plazminogén aktivátort (TPA) adni. Mindeközben a PET és a SPECT nagyrészt kivonult a neurológiai kutatásból, ugyanakkor a klinikai kutatásokban, mint pl. a demencia változatainak megértéséhez és diagnózisához egyre gyakrabban alkalmazzák ezeket az eljárásokat.

## Multimodális idegi képalkotás
A multimodális képalkotás ötvözi a már meglévő agyi képalkotó technikákat. Például egyszerre alkalmazza az MRI-t és az EEG-t. Az EEG elektromos diagramja a másodperc tört része alatt teljesít, míg az MRI magas fokon biztosítja a térbeli pontosságot.

### Anatómiailag korlátozott Magnetoenkefalográf (aMEG)
Az aMEG aránylag új eljárás, először 2000-ben alkalmazták, mely egyesíti a strukturális MRI felvétel térbeli felbontását a MEG időbeli felbontásával. Az aMEG anatómiai MRI adatokat használ, illetve a MEG képi eredményeit közvetíti. A MEG strukturális és anatómiai információt nem szolgáltat, ezért adatait gyakran MR adatokkal ötvözik. Így egy olyan összetett kép jön létre, melyben a megfelelő anatómiára vonatkozó funkcionális információkat, egy aktivációs térkép készítésének érdekében fednek el.

## A legújabb áttörések
A legújabb áttörések a nem invazív agyi képalkotás területén viszonylag korlátozottak, mert a legtöbbjük nem is teljesen új, hanem csak a már meglévő agyi képalkotó eljárások finomított változata. Az fMRI tökéletes példa erre, a korai kilencvenes évekből, mely még mindig a legelterjedtebb a manapság fellelhető képalkotó eljárások közül. Komoly fejlődés történt az idegi képalkotás területén és ezen részterület többet is lefed a jelentősebb fejlesztések közül, beleértve a számítógépes fejlődést, a koponya mágneses stimulációját és a nukleáris mágneses rezonanciát. Először is, a közelmúlt előrelépései közül sok, nem az aktuális agyi képalkotó eljárásokkal volt kapcsolatos, hanem inkább azon képességünkkel, hogy hogyan használjuk a számítógépet az adatok elemzésére. Például jelentős felfedezések történtek az emberi agy 3- és 15 éves kor közötti, különböző fejlődési szakaszokban történő, kutatásában, mely a magas felbontású agyi térképek és azok számítógépes technológiával történő elemzésének köszönhető (Thompson, UCLA). Ez a típusú áttörés reprezentálja manapság a legtöbb idegi tudományos áttörés természetét. A fMRI agyi feltérképező eljárásai, mindazon túl, amit már megértünk, a legtöbb időt azzal töltik, hogy értelmezzék már meglévő adatainkat, ahelyett hogy az agyi képalkotás és térképezés más területén próbálkoznának.
Ma már tény, hogy az agyi képalkotás eredményei egyre könnyebben értelmezhetőek és a neuro-informatika lehetővé teszi, hogy a kutatók, néhány helyett, agyak ezreit vizsgálják (Linch). Ezeket a rögzített adatokat általánosíthatják és szabványosíthatják, így mindez egyre inkább kutathatóvá válik mindannyiunk számára. Az elmúlt évtizedben adatokat szerezhettünk, mára viszont, az új eljárások teszik lehetővé számunkra, hogy a felfedezéseket és kutatásokat jóval könnyebben megértsük.
Ennek köszönhetően ma már sokkal egyszerűbben készítünk agyi térképeket. Az agyi térképek olyan térképek, melyeken normális működésű agyak láthatóak (Thompson bio-informatika).

### Koponyán keresztüli mágneses stimuláció (TMS)
A TMS az agyi képalkotás újabb fejlesztése. A TMS során a vizsgált személy fejéhez közel egy tekercset tartanak, hogy a mágneses mező által kibocsátott impulzusokat generáljanak, illetve, hogy a mögöttük húzódó agysejteket arra sarkallják, hogy a beteg egyedi cselekedeteket hajtson végre. Ezt az eljárást az MRI-vel kombinálva, a kutatók olyan térképeket hoznak létre az agyról, amelyek különleges funkciókat képesek megmutatni. Ahelyett, hogy a beteget arra kérjük, hogy az ujjaival tapogasson, a TMS tekercs egyszerűen „közli” az agyával ezt az információt. 
Ezek a képek egy jellegzetes MRI eredményétől csak halványan térnek el és arra használhatóak, hogy az emberi agyat 120 különböző stimuláló monitorozás segítségével feltérképezzék. Mind a motoros, mind pedig a vizuális folyamatok során ezt a technológiát alkalmazzák. Az fMRI mellett a TMS működését EEG vagy NIRS (Közeli Infravörös Spektroszkópia) használatával is mérhetjük.
A mágneses magrezonancia (NMR) területén, melyből az MRI valamint az fMRI eljárások származnak, újabb előrelépések történtek, azáltal, hogy visszanyúltak az eredeti NMR technológiához és annak némely aspektusát átértékelték. Az NMR hagyományosan két lépésből áll, a jel érzékeléséből és annak kódolásából, ezeket a lépéseket általában ugyanazon az eszközön hajtják végre.
Az új felfedezés azt sugallja, hogy a lézer-polarizált xenon gáz használata az információ kódolására való „emlékezésben”, valamint az információ egy távolabbi érzékelési helyre való szállításában jóval hatékonyabbnak bizonyulhat (Preuss).
Az érzékelés, valamint a kódolás szétválasztása a kutatók számára lehetővé teszi, hogy adatokat szerezzenek a kémiai, fizikai és biológiai eljárásokról, mely mindezidáig lehetetlen volt. A végeredmények alapján a kutatók feltérképezhetnek olyan nagyméretű mintákat, mint a geológiai magminták, vagy olyan kicsiket, mint egy-egy sejt.
Az egyetlen neuronnal történő képalkotás (SNI) ötvözi a genetikai és az optikai képalkotó eljárásokat, piciny elektródákat illeszt az agyba, hogy meg tudja mérni egyetlen neuron tüzelését. Káros hatásai miatt ezt az eljárást csak állatokon próbálták ki. A különböző vizsgálatok és tanulmányok célja meghatározni az agyi területek hálózatának működését bizonyos feladatok ellátása közben. Mivel a kutatók könnyen vizsgálhatnak pl. Alzheimer kórban szenvedő betegeket, a magasabb szintű képalkotó eljárás használata jóval egyszerűbb.

## Felhasznált Irodalom
Az oldal a https://en.wikipedia.org/wiki/History_of_neuroimaging fordítása.
Ball, Philip. "Brain Imaging Explained." Online at http://www.nature.com/nsu/010712/010712-13.html
Beaumont, J. Graham. Introduction to Neuropsychology. New York: The Guilford Press, 1983. 314 pages.
Changeux, Jean-Pierre. Neuronal Man: The Biology of Mind. New York: Oxford University Press, 1985. 348 pages.
Donoghue, John P. "Connecting Cortex to Machines: Recent Advance in Brain Interfaces." Online at http://www.nature.com/cgi-taf/DynaPage.taf?file=/neuro/journal/v5/n11s/full/nn947.html
Hook, C. Christopher. "The Techno Sapiens are Coming." Online at www.Christianitytoday.com/ct/2004/001/1.36.html
Jeeves, Malcom. Mind Fields: Reflections on the Science of Mind and Brain. Grand Rapids, MI: Baker Books, 1994. 141 pages.
Johnson, Keith A. "Neuroimaging Primer." Online at http://www.med.harvard.edu/AANLIB/hms1.html
Leventon, Michael. "Transcranial Magnetic Stimulation." In association with MIT AI Lab. Online at http://www.ai.mit.edu/projects/medical-vision/surgery/tms.html
Lister, Richard G. and Herbert J. Weingartner. Perspectives on Cognitive Neuroscience. New York: Oxford University Press, 1991. 508 pages.
Mattson, James and Merrill Simon. The Pioneers of NMR and Magnetic Resonance in Medicine. United States: Dean Books Company, 1996. 838 pages.
Nilsson, Lars-Goran and Hans J. Markowitsch. Cognitive Neuroscience of Memory. Seattle: Hogrefe & Huber Publishers, 1999. 307 pages.
Norman, Donald A. Perspectives on Cognitive Science. New Jersey: Ablex Publishing Corporation, 1981. 303 pages.
Potts G., L. Gugino, M.E. Leventon, W.E.L Grimson, R. Kikinis, W. Cote, E. Alexander. J. Anderson, G.J. Ettinger, L. Aglio, M. Shenton, "Visual Hemifield Mapping Using Transcranial Magnetic Stimulation Coregistered with Cortical Surfaces Derived from Magnetic Resonance Images" Journal of Clinical Neurophysiology, 15(4):344-350, 1998. Online at https://archive.today/20010106025800/http://splweb.bwh.harvard.edu:8000/pages/papers/potts/text.html
Preuss, Paul. "Detection at a Distance for More Sensitive MRI." Online at http://www.lbl.gov/Science-Articles/Archive/MSD-remote-detection-MRI.html Archiválva 2012. július 16-i dátummal a Wayback Machine-ben
Rapp, Brenda. The Handbook of Cognitive Neuropsychology. Ann Arbor, MI: Psychology Press, 2001. 652 pages.
Romain, Gabe. "Brain Imaging Breakthrough for Alzheimer s." Last edited 1/23/2004. Online at https://web.archive.org/web/20041208120231/http://www.betterhumans.com/News/news.aspx?articleID=2004-01-23-4
Schulder, Michael. "Functional Image-Guided Surgery for Brain Tumors." Online at http://www.virtualtrials.com/Schulder.cfm
Sheffield Hallam University, School of Science and Mathematics. "Nuclear Magnetic Resonance Spectroscopy." Online at http://www.shu.ac.uk/schools/sci/chem/tutorials/molspec/nmr1.htm Archiválva 2004. december 9-i dátummal a Wayback Machine-ben
Shorey, Jamie. "Foundations of fMRI." Online at https://web.archive.org/web/20041209175202/http://www.ee.duke.edu/~jshorey/MRIHomepage/MRImain.html
Swiercinsky, Dennis P. "Brain Forensics." Last edited 7/11/01. Online at https://web.archive.org/web/20041208062245/http://www.brainsource.com/brainforensics.htm
Thompson, Paul. "UCLA Researchers Map Brain Growth in Four Dimensions, Revealing Stage-Specific Growth Patterns in Children." Online at https://web.archive.org/web/20041204085436/http://www.loni.ucla.edu/~thompson/MEDIA/press_release.html and https://web.archive.org/web/20041204083259/http://www.loni.ucla.edu/~thompson/JAY/Growth_REVISED.html
Thompson, Paul M. "Bioinformatics and Brain Imaging: Recent Advances and Neuroscience Applications." Online at https://web.archive.org/web/20050118095748/http://www.loni.ucla.edu/~thompson/SFN2002/SFN2002coursePT_v4.pdf
Zwillich, Todd. "Brain Scan Technology Poised to Play Policy Roll." Online at https://web.archive.org/web/20041204084542/http://www.loni.ucla.edu/~thompson/MEDIA/RH/rh.html